# Monacos Grand Prix 2024
Monacos Grand Prix 2024 (officielt navn: Formula 1 Grand Prix de Monaco 2024) var et Formel 1-løb, som blev kørt den 26. maj 2024 på gadebanen Circuit de Monaco i Monte Carlo og La Condamine, Monaco. Det var det ottende løb i Formel 1-sæsonen 2024.
Ræset blev vundet af den monegaskiske kører Charles Leclerc, som hermed blev den første monegaskiske kører til at vinde Monacos Grand Prix siden Louis Chiron i 1931, og den første til at vinde ræset som del af Formel 1-mesterskabet.

## Kvalifikation
| Pos.               | Nr. | Kører            | Konstruktør                  | Del 1    | Del 2    | Del 3    | Grid |
| ------------------ | --- | ---------------- | ---------------------------- | -------- | -------- | -------- | ---- |
| 1                  | 16  | Charles Leclerc  | Ferrari                      | 1.11,584 | 1.10,825 | 1.10,270 | 1    |
| 2                  | 81  | Oscar Piastri    | McLaren-Mercedes             | 1.11,500 | 1.10,756 | 1.10,424 | 2    |
| 3                  | 55  | Carlos Sainz Jr. | Ferrari                      | 1.11,543 | 1.11,075 | 1.10,518 | 3    |
| 4                  | 4   | Lando Norris     | McLaren-Mercedes             | 1.11,762 | 1.10,732 | 1.10,542 | 4    |
| 5                  | 63  | George Russell   | Mercedes                     | 1.11,492 | 1.10,929 | 1.10,543 | 5    |
| 6                  | 1   | Max Verstappen   | Red Bull Racing-Honda RBPT   | 1.11,711 | 1.10,745 | 1.10,567 | 6    |
| 7                  | 44  | Lewis Hamilton   | Mercedes                     | 1.11,528 | 1.11,056 | 1.10,621 | 7    |
| 8                  | 22  | Yuki Tsunoda     | RB-Honda RBPT                | 1.11,852 | 1.11,106 | 1.10,858 | 8    |
| 9                  | 23  | Alexander Albon  | Williams-Mercedes            | 1.11,623 | 1.11,216 | 1.10,948 | 9    |
| 10                 | 10  | Pierre Gasly     | Alpine-Renault               | 1.11,714 | 1.10,896 | 1.11,311 | 10   |
| 11                 | 31  | Esteban Ocon     | Alpine-Renault               | 1.11,887 | 1.11,285 | N/A      | 11   |
| 12                 | 3   | Daniel Ricciardo | RB-Honda RBPT                | 1.11,785 | 1.11,482 | N/A      | 12   |
| 13                 | 18  | Lance Stroll     | Aston Martin Aramco-Mercedes | 1.11,728 | 1.11,563 | N/A      | 13   |
| 14                 | 14  | Fernando Alonso  | Aston Martin Aramco-Mercedes | 1.12,019 | N/A      | N/A      | 14   |
| 15                 | 2   | Logan Sargeant   | Williams-Mercedes            | 1.12,020 | N/A      | N/A      | 15   |
| 16                 | 11  | Sergio Pérez     | Red Bull Racing-Honda RBPT   | 1.12,060 | N/A      | N/A      | 16   |
| 17                 | 77  | Valtteri Bottas  | Kick Sauber-Ferrari          | 1.12,512 | N/A      | N/A      | 17   |
| 18                 | 24  | Zhou Guanyu      | Kick Sauber-Ferrari          | 1.13,028 | N/A      | N/A      | 18   |
| DSQ                | 27  | Nico Hülkenberg  | Haas-Ferrari                 | 1.11,876 | 1.11,440 | N/A      | 191  |
| DSQ                | 20  | Kevin Magnussen  | Haas-Ferrari                 | 1.11,832 | 1.11,725 | N/A      | 201  |
| 107%-tid: 1.16,496 |     |                  |                              |          |          |          |      |
| Kilde:             |     |                  |                              |          |          |          |      |

Noter:
↑1 -  Nico Hülkenberg og Kevin Magnussen kvalificerede sig som henholdsvis nummer 12. og 15., men blev begge diskvalificeret fra kvalifikationen, efter at deres DRS-vinge åbnede sig mere end det tilladte.

## Resultat
| Pos.                                                               | Nr. | Kører            | Konstruktør                  | Omgange | Tid/Udgået  | Startpos. | Point |
| ------------------------------------------------------------------ | --- | ---------------- | ---------------------------- | ------- | ----------- | --------- | ----- |
| 1                                                                  | 16  | Charles Leclerc  | Ferrari                      | 78      | 2:23.15,554 | 1         | 25    |
| 2                                                                  | 81  | Oscar Piastri    | McLaren-Mercedes             | 78      | +7,152      | 2         | 18    |
| 3                                                                  | 55  | Carlos Sainz Jr. | Ferrari                      | 78      | +7,585      | 3         | 15    |
| 4                                                                  | 4   | Lando Norris     | McLaren-Mercedes             | 78      | +8,650      | 4         | 12    |
| 5                                                                  | 63  | George Russell   | Mercedes                     | 78      | +13,309     | 5         | 10    |
| 6                                                                  | 1   | Max Verstappen   | Red Bull Racing-Honda RBPT   | 78      | +13,853     | 6         | 8     |
| 7                                                                  | 44  | Lewis Hamilton   | Mercedes                     | 78      | +14,908     | 7         | 71    |
| 8                                                                  | 22  | Yuki Tsunoda     | RB-Honda RBPT                | 77      | +1 omgang   | 8         | 4     |
| 9                                                                  | 23  | Alexander Albon  | Williams-Mercedes            | 77      | +1 omgang   | 9         | 2     |
| 10                                                                 | 10  | Pierre Gasly     | Alpine-Renault               | 77      | +1 omgang   | 10        | 1     |
| 11                                                                 | 14  | Fernando Alonso  | Aston Martin Aramco-Mercedes | 76      | +2 omgange  | 14        |       |
| 12                                                                 | 3   | Daniel Ricciardo | RB-Honda RBPT                | 76      | +2 omgange  | 12        |       |
| 13                                                                 | 77  | Valtteri Bottas  | Kick Sauber-Ferrari          | 76      | +2 omgange  | 17        |       |
| 14                                                                 | 18  | Lance Stroll     | Aston Martin Aramco-Mercedes | 76      | +2 omgange  | 13        |       |
| 15                                                                 | 2   | Logan Sargeant   | Williams-Mercedes            | 76      | +2 omgange  | 15        |       |
| 16                                                                 | 24  | Zhou Guanyu      | Kick Sauber-Ferrari          | 76      | +2 omgange  | 18        |       |
| Ret                                                                | 31  | Esteban Ocon     | Alpine-Renault               | 0       | Sammenstød  | 11        |       |
| Ret                                                                | 11  | Sergio Pérez     | Red Bull Racing-Honda RBPT   | 0       | Sammenstød  | 16        |       |
| Ret                                                                | 27  | Nico Hülkenberg  | Haas-Ferrari                 | 0       | Sammenstød  | 19        |       |
| Ret                                                                | 20  | Kevin Magnussen  | Haas-Ferrari                 | 0       | Sammenstød  | 20        |       |
| Hurtigste omgang: Lewis Hamilton (Mercedes) - 1.14,165 (omgang 63) |     |                  |                              |         |             |           |       |
| Kilde:                                                             |     |                  |                              |         |             |           |       |

Noter:
↑1 - Inkluderer point for hurtigste omgang.

## Stilling i mesterskaberne efter løbet
| Pos. | Kører            | Point |
| ---- | ---------------- | ----- |
| 1    | Max Verstappen   | 169   |
| 2    | Charles Leclerc  | 138   |
| 3    | Lando Norris     | 113   |
| 4    | Carlos Sainz Jr. | 108   |
| 5    | Sergio Pérez     | 107   |

| Pos. | Konstruktør           | Point |
| ---- | --------------------- | ----- |
| 1    | Red Bull-Honda RBPT   | 276   |
| 2    | Ferrari               | 252   |
| 3    | McLaren-Mercedes      | 184   |
| 4    | Mercedes              | 96    |
| 5    | Aston Martin-Mercedes | 44    |